# U-431 (tàu ngầm Đức)
U-431 là một tàu ngầm tấn công  Lớp Type VII thuộc phân lớp Type VIIC được Hải quân Đức Quốc Xã chế tạo trong Chiến tranh Thế giới thứ hai. Nhập biên chế năm 1941, nó đã dành hầu hết quãng đời phục vụ để hoạt động tại khu vực Địa Trung Hải, thực hiện được mười sáu chuyến tuần tra, đánh chìm được sáu tàu buôn cùng hai tàu chiến và một tàu chiến phụ trợ với tổng tải trọng 7.992 GRT và 3.548 tấn, đồng thời gây hư hại cho một tàu buôn và một tàu chiến với tổng tải trọng 3.560 GRT và 450 tấn. Trong chuyến tuần tra cuối cùng, U-431 bị một máy bay ném bom Vickers Wellington của Không quân Hoàng gia Anh đánh chìm ngoài khơi Algiers vào ngày 21 tháng 10, 1943.

## Thiết kế và chế tạo

### Thiết kế

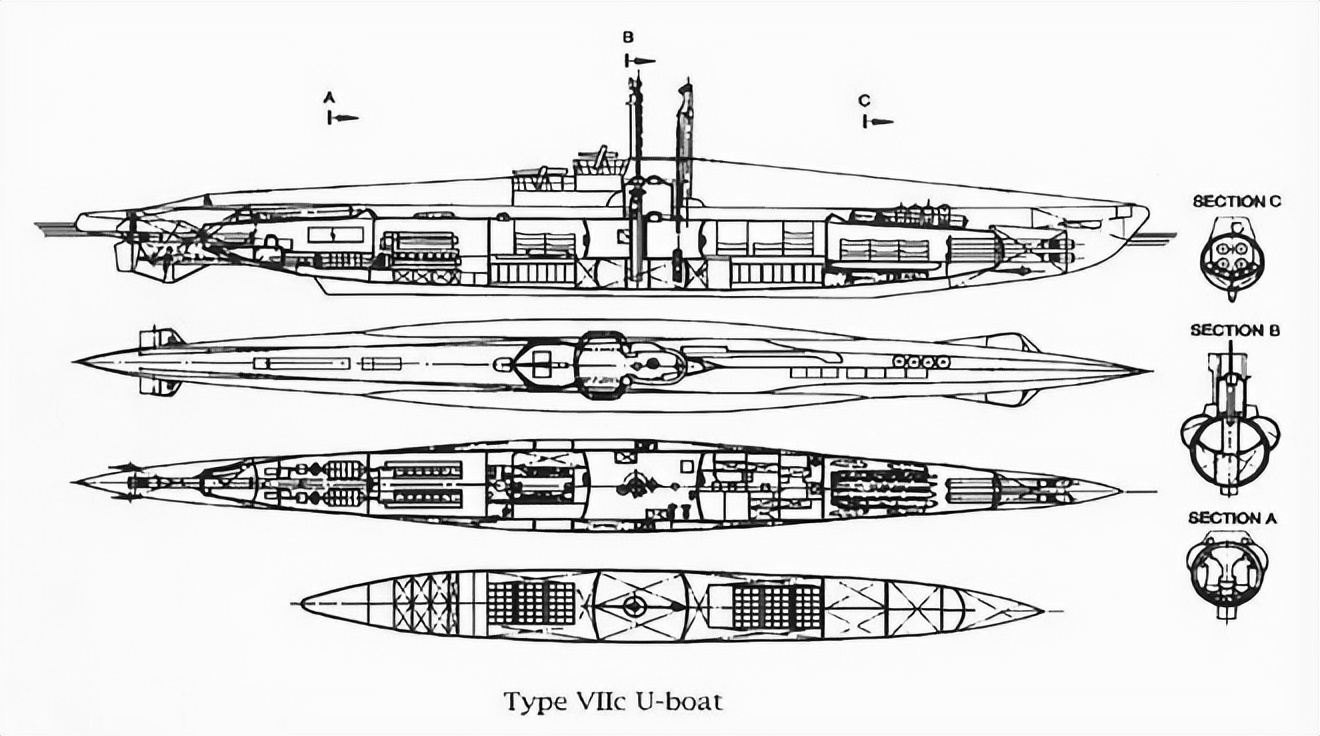
Sơ đồ các mặt cắt một tàu ngầm Type VIIC

Phân lớp VIIC của Tàu ngầm Type VII là một phiên bản VIIB được kéo dài thêm. Chúng có trọng lượng choán nước 769 t (757 tấn Anh) khi nổi và 871 t (857 tấn Anh) khi lặn). Con tàu có chiều dài chung 67,10 m (220 ft 2 in), lớp vỏ trong chịu áp lực dài 50,50 m (165 ft 8 in), mạn tàu rộng 6,20 m (20 ft 4 in), chiều cao 9,60 m (31 ft 6 in) và mớn nước 4,74 m (15 ft 7 in).
Chúng trang bị hai động cơ diesel Germaniawerft F46 siêu tăng áp 6-xy lanh 4 thì, tổng công suất 2.800–3.200 PS (2.100–2.400 kW; 2.800–3.200 bhp), dẫn động hai trục chân vịt đường kính 1,23 m (4,0 ft), cho phép đạt tốc độ tối đa 17,7 kn (32,8 km/h), và tầm hoạt động tối đa 8.500 nmi (15.700 km) khi đi tốc độ đường trường 10 kn (19 km/h). Khi đi ngầm dưới nước, chúng sử dụng hai động cơ/máy phát điện Garbe, Lahmeyer & Co. RP 137/c  tổng công suất 750 PS (550 kW; 740 shp). Tốc độ tối đa khi lặn là 7,6 kn (14,1 km/h), và tầm hoạt động 80 nmi (150 km) ở tốc độ 4 kn (7,4 km/h). Con tàu có khả năng lặn sâu đến 230 m (750 ft).
Vũ khí trang bị có năm ống phóng ngư lôi 53,3 cm (21 in), bao gồm bốn ống trước mũi và một ống phía đuôi, và mang theo tổng cộng 14 quả ngư lôi, hoặc tối đa 22 quả thủy lôi TMA, hoặc 33 quả TMB. Tàu ngầm Type VIIC bố trí một hải pháo 8,8 cm SK C/35 cùng một pháo phòng không 2 cm (0,79 in) trên boong tàu. Thủy thủ đoàn bao gồm 4 sĩ quan và 40-56 thủy thủ.

### Chế tạo
U-431 được đặt hàng vào ngày 23 tháng 9, 1941, và được đặt lườn tại xưởng tàu Schichau-Werke ở Danzig (nay là Gdańsk thuộc Ba Lan) vào ngày 4 tháng 1, 1940. Nó được hạ thủy vào ngày 2 tháng 2, 1941, và nhập biên chế cùng Hải quân Đức Quốc Xã vào ngày 5 tháng 4, 1941 dưới quyền chỉ huy của Hạm trưởng, Đại úy Hải quân Wilhelm Dommes, người được tặng thưởng Huân chương Chữ thập sắt Hiệp sĩ.

## Lịch sử hoạt động

### 1941
Sau khi hoàn tất việc huấn luyện trong thành phần Chi hạm đội U-boat 3, U-431 tiếp tục nằm trong thành phần đơn vị nảy để phục vụ trên tuyến đầu.

#### Chuyến tuần tra thứ nhất
U-431 di chuyển từ cảng Kiel, Đức đến các cảng Horten và Trondheim thuộc Na Uy vào cuối tháng 6, 1941, rồi xuất phát từ Trondheim vào ngày 10 tháng 7 cho chuyến tuần tra đầu tiên trong chiến tranh. Nó băng qua khe GI-UK giữa quần đảo Faroe và Iceland để vòng qua quần đảo Anh và hoạt động tại vùng biển giữa Bắc Đại Tây Dương về phía Tây Ireland (Khu vực Tiếp cận phía Tây). Nó không đánh chìm được mục tiêu nào, và kết thúc chuyến tuần tra khi đi đến cảng St. Nazaire bên bờ Đại Tây Dương của Pháp đã bị Đức chiếm đóng, đến nơi vào ngày 11 tháng 8.

#### Chuyến tuần tra thứ hai
U-431 thực hiện chuyến tuần tra thứ hai, cùng xuất phát kết thúc tại căn cứ St. Nazaire, từ ngày 13 tháng 9 đến ngày 12 tháng 10, để hoạt động trong Bắc Đại Tây Dương về phía Đông Nam Greenland. Vào ngày 2 tháng 10, nó phóng ngư lôi đánh chìm chiếc tàu buôn Anh Hatasu 3.198 GRT ở vị trí khoảng 540 nmi (1.000 km) về phía Đông Bắc mũi Race, Newfoundland.

#### Chuyến tuần tra thứ ba
U-431 khởi hành từ St. Nazaire vào ngày 16 tháng 11 cho chuyến tuần tra thứ ba, với nhiệm vụ chuyển sang hoạt động trong vùng biển Địa Trung Hải. Sau khi thành công trong việc vượt qua eo biển Giraltar được lực lượng Đồng Minh canh phòng nghiêm ngặt vào ngày 24 tháng 11, chiếc tàu ngầm đi sang khu vực Đông Địa Trung Hải để hoạt động ngoài khơi bờ biển Ai Cập. Tại đây vào ngày 13 tháng 12 nó đã phóng ngư lôi tấn công và gây hư hại cho chiếc tàu chở dầu Anh Myriel 3.560 GRT ở vị trí khoảng 14 nmi (26 km) về phía Bắc El Alamein, Ai Cập. Chiếc U-boat kết thúc chuyến tuần tra tại cảng La Spezia, Ý vào ngày 20 tháng 12.

### 1942
U-431 được chính thức điều sang Chi hạm đội U-boat 29 từ ngày 1 tháng 1, 1942 để hoạt động trong khu vực Địa Trung Hải, và đã di chuyển từ La Spezia đến Messina, Sicilia vào cuối tháng 1.

#### Chuyến tuần tra thứ tư
Chiếc tàu ngầm xuất phát từ Messina vào ngày 25 tháng 1 cho chuyến tuần tra thứ tư, và đã tiếp tục hoạt động ở khu vực Đông Địa Trung Hải. Vào ngày 29 tháng 1, nó phóng ngư lôi tấn công Đoàn tàu TA-21 và đã đánh chìm chiếc tàu đánh cá vũ trang Anh HMS Sotra (313 tấn) ở vị trí ngoài khơi Bardia, Libya. Đến ngày 6 tháng 2, nó phóng hai quả ngư lôi tấn công một tàu ngầm Anh đang di chuyển trên mặt nước, nhưng không trúng đích. Rất có thể đó là chiếc HMS Thunderbolt lúc đó đang giao chiến với một tàu U-boat khác ở vị trí về phía Bắc Tobruk, Libya. U-431 kết thúc chuyến tuần tra tại cảng La Spezia vào ngày 10 tháng 2.

#### Chuyến tuần tra thứ năm
U-431 thực hiện chuyến tuần tra tiếp theo, cùng xuất phát và kết thúc tại La Spezia, từ ngày 18 tháng 3 đến ngày 15 tháng 4. Nó tiếp tục hoạt động ngoài khơi Libya và Ai Cập, nhưng không đánh chìm được mục tiêu nào.

#### Chuyến tuần tra thứ sáu
U-431 rời La Spezia vào ngày 14 tháng 5 cho chuyến tuần tra thứ sáu để lại hoạt động ngoài khơi Libya và Ai Cập. Vào ngày 20 tháng 5, nó phóng ngư lôi tấn công Đoàn tàu AT-46 và đã đánh chìm chiếc tàu chở dầu Anh Eocene 4.216 GRT ở vị trí khoảng 13 nmi (24 km) về phía Đông Bắc Bardia. Khi kết thúc chuyến tuần tra vào ngày 30 tháng 5, chiếc U-boat đi đến căn cứ tại đảo Salamis, Hy Lạp.

#### Chuyến tuần tra thứ bảy
U-431 khởi hành từ Salamis vào ngày 4 tháng 6 cho chuyến tuần tra thứ bảy, và quay trở lại vùng biển quen thuộc ngoài khơi Libya và Ai Cập. Nó tấn công một sà lan ở vị trí về phía Bắc Tobruk vào ngày 15 tháng 6, rất có thể đã gây hư hại cho tàu đổ bộ HMS LCT-119 (450 tấn). Chiếc tàu ngầm đi đến La Spezia vào ngày 20 tháng 6.

#### Chuyến tuần tra thứ tám và thứ chín
Chuyến tuần tra thứ tám của U-431, cùng xuất phát và kết thúc tại La Spezia, được tiến hành từ ngày 2 đến ngày 27 tháng 9. Chiếc U-boat chuyển sang hoạt động tại khu vực Bắc Phi ngoài khơi bờ biển Algérie, nhưng đã không đánh chìm được mục tiêu nào.
Chiếc tàu ngầm lại có chuyến tuần tra tương tự tiếp theo từ ngày 29 tháng 9 đến ngày 4 tháng 11. Tuy nhiên lần này nó bị hư hại do một máy bay đối phương tấn công ở vị trí ngoài khơi Algiers vào ngày 3 tháng 11, và buộc phải quay trở về căn cứ.

#### Chuyến tuần tra thứ mười
U-431 xuất phát từ La Spezia vào ngày 7 tháng 11 cho chuyến tuần tra thứ mười nhằm đối phó Chiến dịch Torch, cuộc đổ bộ của lực lượng Đồng Minh lên Bắc Phi. Vào ngày 10 tháng 11, nó phóng ngư lôi tấn công Lực lượng H của Anh đang bảo vệ cho cuộc đổ bộ, đánh chìm được tàu khu trục Anh HMS Martin (1.920 tấn) ở vị trí về phía Đông Bắc Algiers. Ba ngày sau đó, chiếc U-boat tiếp tục đánh chìm tàu khu trục HNLMS Isaac Sweers (1.628 tấn) của Hải quân Hoàng gia Hà Lan. Kết thúc chuyến tuần tra, chiếc tàu ngầm đi đến cảng Pola, Ý (nay là Pula thuộc Croatia) vào ngày 22 tháng 11.

### 1943

#### Chuyến tuần tra thứ mười một và mười hai
Trong chuyến tuần tra thứ mười một, cùng xuất phát và kết thúc tại Pola và kéo dài từ ngày 7 tháng 1 đến ngày 8 tháng 2, 1943, U-431 quay trở lại khu vực Đông Địa Trung Hải để hoạt động ngoài khơi Ai Cập, Palestine và Liban.Từ ngày 23 đến ngày 26 tháng 1, nó đã lần lượt đánh chìm thuyền buồm Ai Cập Alexandria 100 GRT cùng các thuyền buồm Syria Mouyassar 47 GRT, Omar el Kattab 38 GRT và Hassan 80 GRT.
Chiếc tàu ngầm khởi hành từ Pola cho chuyến tuần tra tiếp theo vào ngày 11 tháng 3, nhưng quay trở lại hoạt động tại vùng biển Bắc Phi. Không đánh chìm được mục tiêu nào, U-431 kết thúc chuyến tuần tra khi đi đến cảng Toulon ở miền Nam nước Pháp vào ngày 29 tháng 3. Nơi đây trở thành căn cứ hoạt động chính của chiếc U-boat cho đến khi nó bị mất.

#### Chuyến tuần tra thứ mười ba, mười bốn và mười lăm
U-431 sau đó có một chuyến tuần tra ngắn thứ mười ba đến vùng biển Địa Trung Hải ngoài khơi Algérie từ ngày 20 đến ngày 29 tháng 5.
Chuyến tuần tra tiếp theo được chiếc tàu ngầm tiến hành tại vùng biển Địa Trung Hải ngoài khơi Maroc từ ngày 5 đến ngày 27 tháng 6.
U-431 xuất phát từ Toulon vào ngày 9 tháng 8 cho chuyến tuần tra thứ mười lăm, và đã hoạt động về phía Tây đảo Sardegna và phía Bắc đảo Sicilia cho đến ngày 1 tháng 9.

#### Chuyến tuần tra thứ mười sáu – Bị đánh chìm
U-431 rời cảng Toulon vào ngày 26 tháng 9 cho chuyến tuần tra thứ mười sáu, cũng là chuyến cuối cùng, để hoạt động dọc theo bờ biển Algérie, Bắc Phi. Ở vị trí về phía Đông Cartagena, Tây Ban Nha (phía Tây Bắc Algiers), nó bị một máy bay ném bom Vickers Wellington thuộc Liên đội 179 Không quân Hoàng gia Anh xuất phát từ Gibraltar thả mìn sâu tấn công, và bị đánh chìm tại tọa độ 37°23′B 00°35′Đ / 37,383°B 0,583°Đ. Toàn bộ 52 thành viên thủy thủ đoàn của U-431 đều đã tử trận.

### "Bầy sói" tham gia
U-431 từng tham gia một bầy sói:
- Brandenburg (15 tháng 9 – 1 tháng 10, 1941)

### Tóm tắt chiến công
U-431 đã đánh chìm được sáu tàu buôn cùng hai tàu chiến và một tàu chiến phụ trợ với tổng tải trọng 7.992 GRT và 3,548 tấn:
| Ngày              | Tên tàu            | Quốc tịch                 | Tải trọng | Số phận      |
| ----------------- | ------------------ | ------------------------- | --------- | ------------ |
| 2 tháng 10, 1941  | Hatasu             | United Kingdom            | 3.198     | Bị đánh chìm |
| 13 tháng 12, 1941 | Myriel             | United Kingdom            | 3.560     | Bị hư hại    |
| 29 tháng 1, 1942  | HMS Sotra          | Hải quân Hoàng gia Anh    | 313       | Bị đánh chìm |
| 20 tháng 5, 1942  | Eocene             | United Kingdom            | 4.216     | Bị đánh chìm |
| 15 tháng 6, 1942  | HMS LCT-119        | Hải quân Hoàng gia Anh    | 450       | Bị hư hại    |
| 10 tháng 11, 1942 | HMS Martin         | Hải quân Hoàng gia Anh    | 1.920     | Bị đánh chìm |
| 13 tháng 11, 1942 | HNLMS Isaac Sweers | Hải quân Hoàng gia Hà Lan | 1.628     | Bị đánh chìm |
| 23 tháng 1, 1943  | Alexandria         | Egypt                     | 100       | Bị đánh chìm |
| 25 tháng 1, 1943  | Mouyassar          | Syria                     | 47        | Bị đánh chìm |
| 25 tháng 1, 1943  | Omar el Kattab     | Syria                     | 38        | Bị đánh chìm |
| 26 tháng 1, 1943  | Hassan             | Syria                     | 80        | Bị đánh chìm |